# Целіни (Влощовський повіт)
Целіни (пол. Celiny) — село в Польщі, у гміні Сецемін Влощовського повіту Свентокшиського воєводства.
Населення — 71 особа (2011).
У 1975-1998 роках село належало до Ченстоховського воєводства.

## Демографія
Демографічна структура на день 31 березня 2011 року:
|          | Загалом | Допрацездатний вік | Працездатний вік | Постпрацездатний вік |
| -------- | ------- | ------------------ | ---------------- | -------------------- |
| Чоловіки | 36      | 3                  | 22               | 11                   |
| Жінки    | 35      | 4                  | 14               | 17                   |
| Разом    | 71      | 7                  | 36               | 28                   |